# 萊帕埃拉

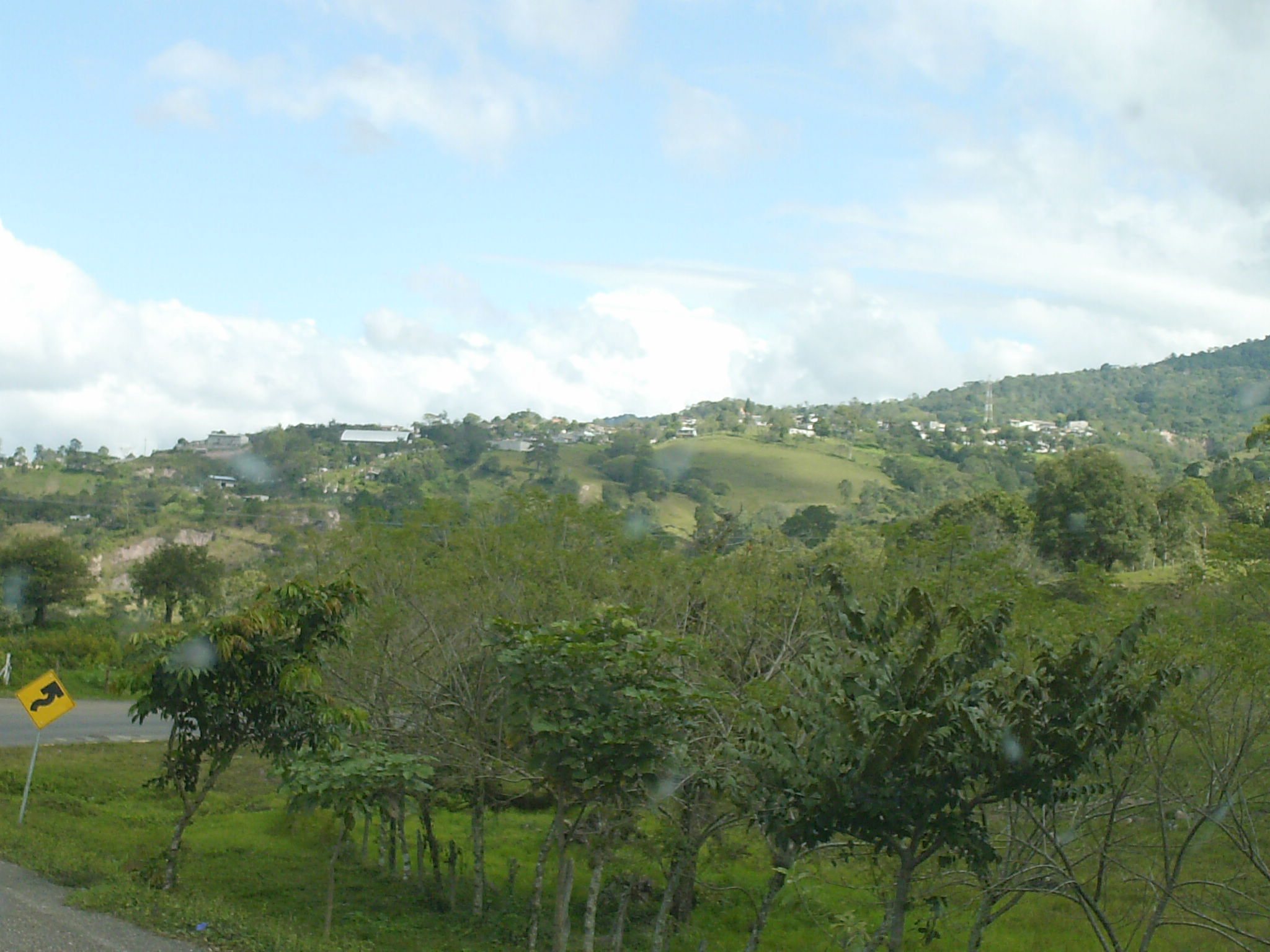

萊帕埃拉（西班牙語：Lepaera），是洪都拉斯的城鎮，位於該國西南部，由倫皮拉省負責管轄，始建於1867年，面積311.8平方公里，海拔高度1,122米，2001年人口28,448，人口密度每平方公里91.24人。
14°47′N 88°35′W / 14.783°N 88.583°W